# Solaria
Solaria era una rivista fondata a Firenze nel 1926 da Alberto Carocci che aveva come condirettori, in tempi differenti, Giansiro Ferrata e Alessandro Bonsanti.

## Storia
Il gruppo dei fondatori comprendeva Eugenio Montale, Leone Ginzburg, Aldo Garosci, Guglielmo Alberti, Giacomo Debenedetti, Mario Gromo, Umberto Morra di Lavriano e Sergio Solmi. Ad essi si affiancarono altri intellettuali, provenienti dalla rivista «La Ronda» (1919-1923): Riccardo Bacchelli e Antonio Baldini, insieme agli stilisti lirici più giovani, come Bonaventura Tecchi, Arturo Loria, Alessandro Bonsanti che introdusse in Solaria il suo amico critico e scrittore Silvio Guarnieri. 
I due gruppi professavano visioni diverse del ruolo della letteratura nella società contemporanea: i "solariani", riprendendo lo spirito intransigente di Gobetti, dichiarano un diverso impegno di "denuncia moralistica ideologicamente caratterizzata" nei confronti della realtà contemporanea, rivendicando quindi l'importanza della partecipazione politica degli intellettuali a fronte della situazione contemporanea. I "rondisti", invece, erano convinti di poter realizzare una civiltà letteraria autonoma al di fuori dei compromessi politici.
Tra i collaboratori della rivista, in posizione problematica, comparve anche Carlo Emilio Gadda.
Nel corsivo di apertura del primo numero uscito nel gennaio del 1926 compare una premessa non programmatica.
Non manca comunque una linea che caratterizza l'attività della rivista che consiste nella battaglia per il collegamento con le grandi esperienze letterarie europee, in special modo costituito dai contributi di Arturo Loria, Nino Frank e Leo Ferrero, quest'ultimo corrispondente fino al 1933 da Parigi e Yale.
"Solaria nasce senza un programma preciso e con qualche non spregevole eredità. Forse l'una e l'altra debbono considerarsi di buon augurio in un momento sazio e invero poco nostalgico di rivoluzioni (...)".
"NON SIAMO IDOLATRI DI STILISMI E PURISMI ESAGERATI e se tra noi qualcuno sacrifica il bel ritmo e magari la proprietà del linguaggio nel tentativo di dare fiato a un'arte singolarmente drammatica e umana gli perdoniamo in anticipo con passione. Per noi, insomma, Dostojevskij è un grande scrittore. Ma non perdoneremo nemmeno ai fraterni ospiti le licenze che non siano pienamente giustificate e in questo CI SENTIAMO RONDESCHI".
"SENZA PRECISO PROGRAMMA ma con una coscienza di alcuni fondamentali problemi dell'arte che si suppone concorde, ci siamo avvistati nei caffè e concertati alla buona come per vestire una commedia in un teatrino di campagna, ma l'esser qui convenuti da luoghi diversi non deve far credere a nessuno che ogni giorno s'aspetti un treno. Né si giudichi male il nostro tono eventualmente svagato: talvolta uno di noi si porrà a discorrere di argomenti che alcuno suppone invecchiati o di cattivo gusto. Sia cortese il pubblico di volerne ascoltare le parole come le battute d'una commedia e s'accontenti di giudicarci a mano a mano che gli si comporrà nella mente la prospettiva di questa nostra Città ideale".
Verranno fatti conoscere non solo gli autori francesi come già consuetudine, ma anche quelli inglesi (Joyce,  Eliot, Virginia Woolf), statunitensi (Hemingway, Faulkner), russi (Majakovskij, Esenin, Pasternak) e mitteleuropei (Rilke, Kafka, Thomas Mann, Zweig).
Spesso si nota nelle scelte solariane una preferenza per la grande tradizione del romanzo europeo. Mentre scoprono Svevo e Tozzi ai quali vengono dedicati due numeri doppi speciali, rispettivamente nel marzo-aprile 1929 e nel maggio-giugno 1930, essi valorizzano la poesia di Ungaretti, di Montale e di Saba e frequentano assiduamente Proust, Valéry, Gide, Rilke e Kafka oltre Joyce ed Eliot.
I solariani sperano in una Europa civile capace di arte drammatica e umana proprio nel momento in cui l'Europa vincente dell'universalismo fascista e del nazismo preparano la propria opera di distruzione.
La rivista venne sottoposta più volte a censura e gli ultimi numeri di Solaria 1934 escono con due anni di ritardo nel 1936.
Il n. 2, marzo-aprile 1934 riporta due scritti, Le figlie del generale di Enrico Terracini e Il garofano rosso di Elio Vittorini, che era iniziato a puntate dal febbraio-marzo 1933.
Gli scritti in questione vengono ritenuti offensivi per la morale e il buon costume e, con un decreto prefettizio, il numero 2 della rivista viene sequestrato.
Nel 1934 Solaria terminò le pubblicazioni, sia a causa delle sempre maggiori difficoltà frapposte dalla censura fascista, ma anche per ragioni interne. Infatti, in seguito alla campagna vittoriosa d'Africa, negli anni cosiddetti del consenso, viene a svuotarsi, in termini europeistici, ogni significato d'opposizione al fascismo. 
Inoltre il prevalere dei collaboratori "ideologici", come Giacomo Noventa, Nicola Chiaromonte, Umberto Morra di Lavriano, su quelli "letterati" provoca una accesa polemica tra i due direttori. Carocci infatti sostiene giunto il momento di trasformare Solaria in una rivista di idee, come la rivista francese Esprit, che fosse capace anche di discutere con il fascismo, mentre Bonsanti conferma la sua idea di pubblicare i prodotti letterari più significativi che pur comprendendo solariani, collaboratori de Il Frontespizio, Pegaso e Pan, rimanesse al di fuori della realtà politica italiana e del fascismo.
Da queste due posizioni ormai inconciliabili vedranno la luce due iniziative editoriali complementari: da una parte Letteratura di Bonsanti (1937-1947) che si poggerà su una gestione autonoma ed ermetica dello specifico letterario, e dall'altra La riforma letteraria di Carocci e Noventa (1936-1939), che avrà un'impronta filosoficamente e ideologicamente impegnata. Quest'ultima sarà proseguita da Argomenti (1941), per iniziativa anch'essa di Carocci.

## Edizioni di Solaria
Emanazione libraria della rivista furono le Edizioni di Solaria. L'editrice pubblicò opere, in maggioranza narrative, degli autori più rappresentativi della cerchia di letterati (narratori e poeti) che si formò attorno alla rivista. Pubblicarono la loro opera d'esordio nella collana tre grandi scrittori italiani: Carlo Emilio Gadda (La madonna dei filosofi, 1931), Elio Vittorini (Piccola borghesia, 1931) e Cesare Pavese (Lavorare stanca, 1936). Solaria pubblicò inoltre le opere di Alberto Carocci, Umberto Saba (Preludio e fughe), Vieri Nannetti, Alessandro Bonsanti e Giuseppe Raimondi.